# إنديانا إيفانس
إنديانا روز إيفانس (بالإنجليزية: Indiana Rose Evans)‏ وهي ممثلة ومغنية وكاتبة أغاني أسترالية ولدت في يوم 27 يوليو 1990 في مدينة سيدني في أستراليا، مثلت في عدة أفلام ومسلسلات.

## روابط خارجية
- إنديانا إيفانس على موقع IMDb (الإنجليزية)
- إنديانا إيفانس على موقع روتن توميتوز (الإنجليزية)
- إنديانا إيفانس على موقع ألو سيني (الفرنسية)
- إنديانا إيفانس على موقع ميوزك برينز (الإنجليزية)
- إنديانا إيفانس على موقع أول موفي (الإنجليزية)
- إنديانا إيفانس على موقع إن إن دي بي (الإنجليزية)
- إنديانا إيفانس على موقع قاعدة بيانات الفيلم (الإنجليزية)
- إنديانا إيفانس على موقع كينوبويسك (الروسية)